# Authou
Authou é uma comuna francesa na região administrativa da Normandia, no departamento de Eure. Estende-se por uma área de 2,97 km². Em 2010 a comuna tinha 339 habitantes (densidade: 114,1 hab./km²).